# Formby
Formby is een civil parish in het bestuurlijke gebied Sefton, in het Engelse graafschap Merseyside. De plaats telt 22.419 inwoners.